# Magnus Wørts
Magnus Finne Wørts, född 8 februari 1999, är en dansk före detta fotbollsspelare som senast spelade för Mjällby AIF.

## Karriär
Wørts spelade som ung för Veksø IF, Stenløse BK, Farum BK och FC Nordsjælland. Sommaren 2018 blev Wørts uppflyttad i Nordsjællands A-lag. I januari 2019 lånades Wørts ut till 1. division-klubben HB Køge på ett låneavtal fram till sommaren. I maj 2019 blev det en permanent övergång till Køge för Wørts som skrev på ett tvåårskontrakt.
Den 8 juli 2021 värvades Wørts av Mjällby AIF, där han skrev på ett treårskontrakt. Wørts gjorde allsvensk debut den 1 augusti 2021 i en 1–0-förlust mot Kalmar FF.
I juli 2022 valde Wørts att lämna Mjällby och därefter avsluta sin fotbollskarriär för att satsa på en civil karriär.